# Бурібаєвська збагачувальна фабрика
Бурібаєвська збагачувальна фабрика – підприємство гірничорудної у Башкортостані.
В 1937 році на Бурібаєвському родовищі ввели в  дію фабрику з вилучення золота. В 1942-му після вичерпання золотовмісних запасів верхнього покладу фабрику перепрофіліювали на збагачення мідноколчеданних руд методом флотації із випуском мідного концентрату, який відправляли на Баймакський та Мідногорський мідеплавильні заводи. Також попутно вилучали золото та срібло.
До 1970-го складування хвостів збагачення відбувалось у колишньому ставку, а з 1971-го для цього почали використовувати відпрацьований Бурібаєвський кар’єр. На той час руду на фабрику постачав вже Маканський рудник (пізніше перейменований на Октябрьський).
Станом на 2013-й фабрика щомісячно приймала на переробку 19 тисяч тон руди. На тлі збільшення потужності Октябрського рудника невдовзі провели і модернізацію фабрки, яка в 2022-му переробила 415 тисяч тон руди. Також на фабриці організували випуск цинкового концентрату.
Наразі фабрика разом Бурібаєвським гірничо-збагачувальним комбінатом належить групі Уральської гірничо-металургійної компанії.